# Hamlet 2
Hamlet 2 ist eine US-amerikanische Filmkomödie aus dem Jahr 2008. Regie führte Andrew Fleming, der gemeinsam mit Pam Brady auch das Drehbuch schrieb.

## Handlung
Der in Tucson tätige High-School-Lehrer Dana Marschz unterrichtet Dramaturgie. Er bezeichnet sein eigenes Leben als eine Parodie einer Tragödie. Marschz erfährt, dass sein Unterricht abgeschafft werden soll. Er schreibt eine Fortsetzung des Theaterstücks Hamlet, die an der Schule aufgeführt werden soll.

## Kritiken
Duane Byrge schrieb am 23. Januar 2008 für die Zeitschrift The Hollywood Reporter, der Film sei ein Patchwork der Elemente aus mehr inspirierten Komödien wie Ace Ventura – Ein tierischer Detektiv und Borat. Sein rowdyhafter und unorthodoxer Humor könne für „fürstliche“ Einnahmen an den Kinokassen sorgen.

## Hintergründe
Der Film wurde in Albuquerque (New Mexico) gedreht. Seine Weltpremiere fand am 21. Januar 2008 auf dem Sundance Film Festival statt. Kurz nach der Festivalvorführung kaufte das Unternehmen Focus Features das Verleihrecht für fast 10 Millionen US-Dollar.